# Søspejdere
Søspejdere er spejdere, hvis primære aktiviteter foregår til søs – i kajakker, kanoer, robåde og sejlskibe. Robert Baden-Powells ældre bror Warington skrev i 1909 bogen Sea Scouting and Seamanship for Boys, der introducerede søspejderi i England.
I Danmark er der søspejdergrupper i flere korps.

## Spejdercentre for Søspejd
- Thurøbund spejdercenter (ved Svendborg)